# Casa Claudia
Casa Claudia foi uma revista brasileira de decoração lançada em 1977 pela editora Abril. Ela era a principal revista de decoração do país. Seu diretor era Alexandre Ferreira, e sua redatora-chefe Lucia Gurovitz.
A revista lançava regularmente inúmeras edições especiais e álbuns temáticos, como Casa Claudia Luxo e Casa Claudia Bebê, e também criou o Prêmio Planeta Casa, que incentiva ações de arquitetura e design sustentáveis.
Em março de 2007, a revista Casa Claudia e a revista Arquitetura & Construção, ambas da editora Abril e especializadas no segmento casa, lançaram um megasite e, com ele, abriram um novo canal de comunicação com os leitores, os quais podem, por exemplo, postar fotos de suas casas ou comentar as fotos das casas de outros leitores, na seção Mostre sua Casa. Em Portugal, Casa Claudia foi editada pela Impresa Publishing e sua diretora era Isabel Pilar Figueiredo.
Em 6 de agosto de 2018, foi anunciada a descontinuação da circulação da revista, junto com mais 9 títulos.
Prêmios
Prêmio ExxonMobil de Jornalismo (Esso)
- 1997: Esso de Criação Gráfica, na categoria revista, concedido a Décio Navarro e Nilda Macedo, pela obra "O QUE VEM PRIMEIRO ..."[5]